# Johann Niemann

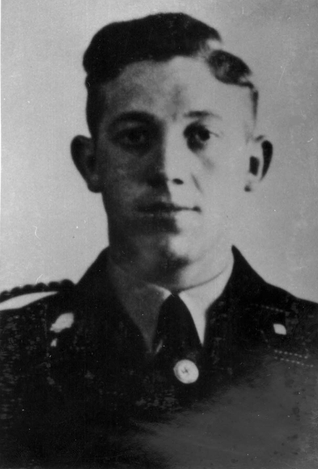
Johann Niemann

Johann Niemann (Völlen, 4 augustus 1913 - Sobibor, 14 oktober 1943) was een Duitse SS-Untersturmführer in het vernietigingskamp Sobibor.
Johann Niemann, schilder van beroep, werd in 1931 lid van de NSDAP en trad eind 1934 ook toe tot de SS. Hij was Unterscharführer van de Leibstandarte SS Adolf Hitler.
Tussen 1934 en 1941 werd hij ingezet bij de concentratiekampen van Kamp Esterwegen en Sachsenhausen (concentratiekamp). Aansluitend was hij in het kader van de Aktion T4 als lijkverbrander in Bernburg werkzaam. Vervolgens werd hij ingezet in het vernietigingskamp Bełżec, tot hij werd overgeplaatst naar Sobibor. Daar had hij af en toe de functie van plaatsvervangend commandant.
Niemann kwam na een rit te paard op 14 oktober 1943 naar de kleermakerij van het kamp. Hij was daarheen gelokt om een nieuw uniform te passen. Daar werd hij als hoogste SS'er door Arkady Sjoebajev met een bijl gedood; de drie boven hem geplaatste commandanten waren die dag allen op verlof.
.
Zijn weduwe Henriëtte Niemann-Frey (1921-1980) gaf na de Tweede Wereldoorlog onderdak aan de voortvluchtige Nederlandse oorlogsmisdadiger Jan Hayo Klimp na zijn ontsnapping uit Veenhuizen in 1951 totdat hij in 1978 werd ontdekt door een journalist en op de vlucht sloeg. Ze kregen een relatie en liggen bij elkaar begraven.
In het jaar 2015 werd een privé-verzameling van een neef van Henriette Niemann-Frey, met meer dan 300 foto's, gedoneerd aan de onderwijsorganisatie Stanisław Hantz en in januari 2020 als boek uitgegeven. Johann Niemann legde zijn carrière bij de SS vast in twee albums en een aantal losse foto's, van zowel de concentratiekampen Esterwegen, Belzec en Sobibor, waar hij grotendeels verantwoordelijk was voor de uitvoering van het moordprogramma. Iwan Demjanjuk, die in 2011 in München werd veroordeeld, zou ook te zien zijn op foto's van het kampterrein in Sobibor.  
Een Nederlandse vertaling verscheen in 2020 bij Verbum onder de titel "Het Niemann-album. Foto's van vernietigingskamp Sobibor.
In gevonden spaarbankboekjes van Henriette en haar vader worden hoge stortingen in contanten vermeld, die erop wijzen dat Niemann zich heeft verrijkt aan waardevolle spullen van gevangenen.